# 保罗·费耶阿本德
保罗·卡尔·费耶阿本德（德語：Paul Karl Feyerabend，1924年1月13日—1994年2月11日）是一位出身奧地利維也納的哲學家。他的理論主要涉及的領域有科學哲學，但他的觀點明顯異於該領域在20世紀的主流論述。他以寫作《反對方法》（英語：Against Method）一書廣為人知，並在其中主張在特定情況下，科學方法的全部規則都可能被合理地違反。卡爾·波普爾和路德維希·維根斯坦對他的哲學理論發展有重要影響。

## 生平
费耶阿本德於1951年獲維也納大學哲學博士；在不同的时期，他生活于英格兰、美国、新西兰、意大利、德国，最后是在瑞士。他的主要著作包括《反对方法》（1975年初版）、《自由社会中的科学》（1978年初版）和《告别理性》（1987年出版的论文选集）。费耶阿本德因他的科学的无政府主义和反对普遍的方法论规则的存在而闻名，他的著作影响了科学哲学和科学知识社会学的发展。

## 著作

### 中文出版：
- 《反对方法》周昌忠 译 / 上海译文出版社 / 1992-1
- 《自由社会中的科学》兰征 译 / 上海译文出版社 / 1990年3月
- 《实在论、理性主义和科学方法》 朱萍 张发勇 译/江苏人民出版社 / 2010-12
- 《经验主义问题》汪意云 / 江苏人民出版社 / 2010-12
- 《告别理性》陈健  译/ 江苏人民出版社 / 2007.11
- 《征服丰富性》戴建平 译 / 中国人民大学出版社 / 2007-7
- 《无根基的知识：知识、科学与相对主义》陈健  译/ 江苏人民出版社 / 2006-12
- 《自然哲学》张灯 译 / 人民出版社 / 2014-3
- 《科学的专横》郭元林 译 / 中国科学技术出版社 / 2018-11

### 暂无翻译：
- Three Dialogues on Knowledge (1991), ISBN 0-631-17917-8, ISBN 0-631-17918-6
- Killing Time: The Autobiography of Paul Feyerabend (1995), ISBN 0-226-24531-4, ISBN 0-226-24532-2
- For and Against Method: Including Lakatos's Lectures on Scientific Method and the Lakatos-Feyerabend Correspondence with Imre Lakatos (1999), ISBN 0-226-46774-0, ISBN 0-226-46775-9